# Dag-Hammarskjöld-Ehrenmedaille
Die Dag-Hammarskjöld-Ehrenmedaille wird seit 1977 von der Deutschen Gesellschaft für die Vereinten Nationen e.V. (DGVN) verliehen. Sie ist nach dem ehemaligen Generalsekretär der Vereinten Nationen Dag Hammarskjöld benannt. Die DGVN zeichnet damit Persönlichkeiten aus, die sich „hervorragende Verdienste um die Förderung der Lösung der Weltprobleme durch das System der Vereinten Nationen“ erworben haben.
Der Preis ist nicht zu verwechseln mit der Dag Hammarskjöld Medal, die am 22. Juli 1997 durch die UN-Resolution 1121 des UN-Sicherheitsrates geschaffen wurde. Diese ehrt Polizisten, Militärpersonen und Zivilisten die während eines friedenssichernden und friedenserhaltenden Einsatzes der Vereinten Nationen ums Leben gekommen sind.

## Bisherige Preisträger
- Raúl Prebisch (1977)
- Sadruddin Aga Khan und Egon Schwelb (1979)
- Henry R. Labouisse und Rüdiger von Wechmar (1981)
- Robert S. McNamara (1983)
- Liv Ullmann (1985)
- Brian Urquhart (1988)
- Gro Harlem Brundtland (1991)
- Tadeusz Mazowiecki (1995)
- Klaus Hüfner und  Manfred Eisele (1998)
- Lakhdar Brahimi und Schülergruppe „Aktion Völkerrecht“ aus Heidelberg (2004)
- Klaus Töpfer (2005)
- Kofi Annan (2009)
- Benjamin Ferencz und Internationaler Strafgerichtshof (2013)
- Angela Kane und Staffan de Mistura (2016)
- Horst Köhler (2020)
- Karin Landgren und Martin Kobler (2025)[1]